# Oecetis caudata
Oecetis caudata är en nattsländeart som beskrevs av Navás 1936. Oecetis caudata ingår i släktet Oecetis och familjen långhornssländor. Inga underarter finns listade i Catalogue of Life.